# جرج گانجیان
جرج گانجیان (ارمنی: {{{1}}}; انگلیسی: George Ganjian; زاده ۱۰ نوامبر ۱۹۲۱ – درگذشته ۱۹ دسامبر ۲۰۰۴) کارآفرین اهل ایالات متحده آمریکا که بنیانگذار شرکت Techron مستقر در بوستون، ماساچوست است.

## زندگی‌نامه
در ۱۰ نوامبر ۱۹۲۱ در راکسبری، بوستون به دنیا آمد. از دانشگاه سافک فارغ‌التحصیل شد. پس از خدمت در گارد ساحلی ایالات متحده آمریکا در جنگ جهانی دوم وی کسب و کار خویش را با تمرکز بر جاویژه بازار بردهای مدار چاپی شروع کرد. وی با جولیا ازدواج نمود و صاحب پنج فرزند به نام های مری، کارن، لیزا، دانا و تام شد. در ۱۹ دسامبر ۲۰۰۴ در سن ۸۳ سالگی در واترتاون، ماساچوست درگذشت.